# Mount Burrows
Mount Burrows ist ein 2260 m Berg im ostantarktischen Viktorialand. In der Deep Freeze Range ragt er 8 km westsüdwestlich des Mount Queensland auf. Er überragt die niedriger gelegene Ostflanke des Priestley-Gletschers.
Das New Zealand Antarctic Place-Names Committee benannte ihn nach dem neuseeländischen Seismologen Albert Leon Burrows (1918–2012), wissenschaftlicher Leiter der Scott Base von 1964 bis 1965.